# Şemsettin Günaltay
Mehmet Şemsettin Günaltay (Eğin, Imperi Otomà, 1883 – Istanbul, Turquia, 19 d'octubre de 1961) fou un historiador i polític turc, primer ministre de Turquia.

## Biografia
Va néixer el 1883 a la ciutat d'Eğin (vilayet de Mamouret-ul-Aziz, Imperi Otomà), avui anomenada Kemaliye (província d'Erzincan, Turquia). Després d'acabar estudis en un col·legi de formació de mestres, va seguir la seva educació a la Universitat de Lausana a Suïssa. Privadament va aprendre l'àrab i el persa.
Després del seu retorn a Turquia, va treballar de professor en un cert nombre d'instituts. Durant aquest temps va conèixer Ziya Gökalp, un ideòleg prominent del Panturquisme. Influït per ell, va començar a fer recerca sobre la història turca. El 1914, se'l va nomenar professor d'història dels turcs i nacions islàmiques a la Facultat de Lletres de la Universitat d'Istanbul. Més tard, va servir com a degà de la Facultat de Teologia a la mateixa universitat i va ensenyar religió i filosofia islàmica a la madrassa Süleymaniyye.

## Carrera política
El 1915, fou elegit diputat al parlament otomà com a suplent de la província de Bilecik pel Comitè Unió i Progrés (CUP), i va romandre membre del parlament fins a la seva dissolució. Mentrestant, continuava ensenyant a la universitat. Entre 1919 i 1922 fou membre i vicepresident del consell municipal d'Istabul. Durant la Guerra d'Independència Turca, va afiliar-se a l'"Associació de Defensa dels Drets d'Anatòlia i Rumèlia". Després de la fundació de la república el 1923, Günaltay va entrar a la Gran Assemblea Nacional de Turquia com suplent per la província de Sivas pel "Cumhuriyet Halk Partisi" ("Partit Republicà del Poble", sigles turques CHP, únic partit legal) on es va mantenir fins a 1950. El 1941 fou nomenat president de la Societat d'Història Turca, i ho va ser fins a la seva mort. Entre 1950 i 1954 va representar a la província d'Erzincan al mateix parlament.  Sempre fou partidari de Mustafà Kemal i després del seu successor İsmet İnönü.
Després de la dimissió del primer ministre Hasan Saka, Günaltay fou designat pel President İsmet İnönü per formar gabinet el 16 de gener de 1949; el gabinet va durar fins que Adnan Menderes, del Partit Democràta va assolir el govern el 22 de maig de 1950 després de les eleccions generals. Era l'últim primer ministre de l'era de partit únic en la política de Turquia. Fou ell qui va imposar les eleccions per sufragi directe i té el mèrit d'haver instaurat les eleccions lliures, el que li va costar al seu propi partit la pèrdua del poder.
De 1950 a la seva mort fou diputat al Parlament del seu partit per Istanbul i president del Partit Republicà del Poble i membre del consell de diputats i senadors. Va morir a Istanbul el 19 d'octubre de 1961 a causa de càncer de pròstata, poc després d'haver estat elegit al senat per representar a la província d'Istanbul, sense haver arribat a ocupar el càrrec. Fou enterrat prop de la tomba de la seva filla a Ankara segons la seva voluntat.